# Wiązownica (Subkarpaten)
Wiązownica is een dorp in het Poolse woiwodschap Subkarpaten, in het district Jarosławski. De plaats maakt deel uit van de gemeente Wiązownica en telt 1700 inwoners.